# التلميذ المحبوب
التلميذ الذي أحبه يسوع أو التلميذ المحبوب هو تعبير ورد ست مرات في إنجيل يوحنا، ولكنه لم يرد في أي من روايات العهد الجديد. ذكرت الآية 24 من الإصحاح 21 من إنجيل يوحنا أن هذا الإنجيل كُتب استنادًا على شهادة هذا التلميذ.
منذ نهاية القرن الأول الميلادي، كان هناك توافق على أن التلميذ المحبوب هو يوحنا الإنجيلي. منذ القرن الثالث الميلادي، تجادل العلماء حول مؤلف الكتابات اليوحناوية (إنجيل يوحنا، ورسائل يوحنا، وسفر رؤيا يوحنا)، وظل الجدال دائرًا وخاصة في فترة عصر التنوير. رفض عدد من العلماء مسألة أن يوحنا بن زبدي هو مؤلف هذه الكتابات،
ولكن ليس كلها. هناك إجماع بين العلماء المختصين في الكتابات اليوحناوية أن التلميذ المحبوب كان شخصية تاريخية حقيقية، ولكن لا يوجد إجماع على من هو هذا التلميذ المحبوب